# Expressionism (litteratur)
Termen expressionism kommer från det latinska ordet expressio (uttryck) och betyder "uttryckskonst". Innerligt uppfattade sanningar och erfarenheter betonas, snarare än vedertagna.
Som medvetet litterärt begrepp myntades expressionismen år 1911 av Kurt Hiller i ett nummer av Der Sturm, en nystartad, tysk veckotidskrift för konst och litteratur. Begreppet avser numera perioden från omkring 1905 och till omkring 1925. Betydande verk har tillkommit även efter andra världskriget vilka innehållsmässigt är expressionistiska. Epoken präglas av ett anti-borgerligt och anti-nationalistiskt tänkande hos många intellektuella och upptas av högst subjektiva, existentiella och samhällstillvända teman. Exempel på detta är politiskt förtryck, storstadsproblematik under en pågående industrialisering, samhälleliga maktmekanismer (patriarkat inom familj och samhälle, sexuell besatthet).
Stilistiskt är expressionistiska verk mångskiftande, vilket har gjort begreppet omstritt som beskrivning av en epok. I vissa fall räknas en del verk av Heinrich Mann, Franz Kafka eller Arnolt Bronnen till expressionismen, även om Kafka ställde sig kritisk till rörelsen.  Som sammanhållande länk kvarstår dock en uttalad "vi-känsla" i ett mestadels samhällskritiskt sammanhang.

## Bakgrund
Expressionistiska författare vände sig mot en "avhumanisering" som industrialiseringen tycktes leda till, och varnade för ett samhälle som inte ägde vare sig hänsyn eller moral. De kände sig hotade av storstadens anonymitet och av de allestädes närvarande maskinerna i ett snabbt växande industrisamhälle, liksom av storföretagens diktatoriska myndighet och av att själva förminskas till maskiner. Därtill kom en ökad militarisering och turbulent utrikespolitik efter första världskriget liksom Versaillesfreden (1919) med ofantliga fordringar på Weimarrepubliken, följt av näringslivsproblem och politisk instabilitet.
Ett svar på detta sökte humanvetare som Henri Bergson (1859–1941), som försökte bevisa att enbart intuitionen (det inre betraktandet, inte det "sönderdelande" förnuftet) kunde begripa det väsentliga, eller efterföljaren Oswald Spengler (1880-1936) med sin essä Västerlandets undergång. Friedrich Nietzsche begärde av de nya människorna ("övermänniskorna") att de oavsett riskerna skulle gå mot det nya (lindansare i verket Zarathustra).
Den unga generationen kritiserade sociala missförhållanden. Man bar, liksom Sturm und Drang en gång, på en bestämd vilja till förnyelse och kämpade för intellektuell och konstnärlig frihet. De unga expressionisterna försökte dessutom vid sidan av denna målsättning framför allt rädda världen från ett förestående kaos. Förekomsten av dystra undergångsvisioner härrörde ur detta.

## Den tidiga expressionismen (fram till 1914)
De flesta kritiska författarna kom ur borgerligt bildade skikt. Bakgrunden till denna skenbara paradox var en förstelnad bildning som stod för ideal vilka sedan länge inte överensstämde med verkligheten. Dessa motsägelser var iögonfallande för unga människor och gjorde deras personliga värdeföreställningar osäkra. Karriären åsidosattes och de nya konstnärerna uppfattade sig antingen som förkunnare av en ny tid eller så ville de helt enkelt bara frigöra sig från konventioner.
Som första tongivande företrädare för expressionismen räknas bland annat tre större tidskrifter, Der Sturm (1910–1932) utgiven av Herwarth Walden i Berlin (med bidrag av bland andra Else Lasker-Schüler och August Stramm, Der Brenner (1910-1954) utgiven av Ludwig von Ficker i österrikiska Innsbruck (med bidrag av bland andra Georg Trakl) och Die Aktion (1911–1932) utgiven av Franz Pfemfert i Berlin (med bidrag av bland andra Hugo Ball, Walter Serner och Carl Einstein).

## Expressionismen mellan första världskriget och 1925
Första världskriget förändrade expressionismen. Före krigsutbrottet togs kriget ofta upp som motiv inom lyriken, för att tematisera övervinnandet av det bestående (till exempel i Der Krieg av Georg Heym) och uppbrottet mot det nya (exempelvis i Der Aufbruch av Ernst Stadler). Efter krigsutbrottet däremot tillkom vad gäller krigsmotivet nästan uteslutande dikter som återspeglar upphovsmännens erfarenheter vid fronten. Synen på välkända miljöer förändrades radikalt (till exempel i Patrouille av August Stramm) och subjektiva erfarenheter bearbetades inte enbart, utan även daterade (till exempel i Grodek av Georg Trakl). Ett stort antal av expressionismens författare dog i första världskriget.
Som tongivande standardverk räknas diktantologin Menschheitsdämmerung ("Mänsklighetsskymning"). Den kom 1920 på Rowohlts Verlag i urval av Kurt Pinthus som också hade skrivit ett förord och den blev en omedelbar framgång. 1933 brändes den demonstrativt under de omfattande bokbålen i Nazityskland. 2006 trycktes antologin i en 34:e upplaga (utgåvor på andra förlag oräknade).

## Betydande författare under epoken

### Dramatiker
- Walter Hasenclever (1890–1940)
- Hans Henny Jahnn (1894–1959)
- Georg Kaiser (1878–1945)
- Oskar Kokoschka (1886–1980)
- Eugene O'Neill (1888–1953)
- Reinhard Sorge (1892–1916)
- Carl Sternheim (1878–1942)
- August Stramm (1874–1915)
- Ernst Toller (1870-1938)

### Lyriker och romanförfattare
| - Jacques Audiberti (1899-1965) - Ernst Barlach (1870–1938) - Johannes R. Becher (1891–1958) - Franz Richard Behrens (1895-1977) - Gottfried Benn (1886–1956) - Gunnar Björling (1887-1960) - Giovanni Boine (1887-1917) - Ferdinand Bruckner (1891–1958) | - Louis-Ferdinand Céline (1894-1961) - Elmer Diktonius (1896-1961) - Theodor Däubler (1876–1934) - Alfred Döblin (1878–1957) - Kasimir Edschmid (1890–1966) - Albert Ehrenstein (1886–1950) - Carl Einstein (1885–1940) - Leonhard Frank (1882-1961) | - Carlo Emilio Gadda (1893-1973) - Yvan Goll (1891–1950) - Georg Heym (1887–1912) - Kurt Hiller (1885–1972) - Jakob van Hoddis (1887–1942) - Franz Jung (1888–1963) - Irmgard Keun (1905–1982) - Klabund (1890–1928) - Pär Lagerkvist (1891-1974) | - Else Lasker-Schüler (1869–1945) - Oskar Loerke (1884–1941) - Walter Mehring (1896–1981) - Jules Romains (1885-1972) - Ludwig Rubiner (1881–1920) - Edith Södergran (1892-1923) - Georg Trakl (1887–1914) - Franz Werfel (1890–1945) |

### Företrädare för andra litterära riktningar
(Författare som stod nära expressionismen men sedan tog avstånd från den eller inte entydigt inordnade sig.)
- Bertolt Brecht (1898–1956)
- Erich Kästner (1899–1974)
- Thomas Mann (1875–1955)
- Max Frisch (1911–1991)
- Franz Kafka (1883–1924)
- Wolfgang Borchert (1921–1947)
- Friedrich Dürrenmatt (1921–1990)
- Erich Unger (1887–1950)

## Det artspecifika hos expressionismen

### Lyrik
Bäst kom expressionismens tankegångar till uttryck inom lyriken. Där kunde problemen med särskild tydlighet belysas från sina rötter. Uttrycksfullhet skulle den omedelbara, inte sällan anklagande känslan förmedla. Betydelsefullt för de expressionistiska poeterna var inte den egna situationen eller personliga svårigheter, alltså inte den egna personligheten, utan förhållandena alla människor emellan. 

### Epik
Expressionismens berättarkonst var mindre företrädd. Den oftast väl genomtänkta strukturen hos ett episkt verk stod möjligen i motsatsförhållande till en konst där egna känslor gavs uttryck. Mindre format vann på så sätt i betydelse. Författare som Klabund och Kasimir Edschmid gjorde vissa försök inom en expressionistisk epik, men fick bara framgång med ett fåtal verk. Tidens viktigaste berättare, Alfred Döblin (1878–1957), lyckades vinna världsrykte genom romanen Berlin Alexanderplatz. Gottfried Benn skrev talrika essäer och blev med novellsamlingen Gehirne (1916) länge sedd som en essäistisk berättare inom expressionismen. Heinrich Mann skrev viktiga romaner som Blå ängeln (1904) och Undersåten (1915). Även Franz Kafka lyckades utforma expressionistiska berättelser.

### Dramatik
I dramat kunde expressionistiska författare visa upp sina idéer om förändring. Vid sidan av den dominerande lyriken fick därför dramat en betydelsefull roll. Födelsen av nya, förändrade människor gavs gestalt (t. ex. Die Wandlung av Ernst Toller). Den yttre formen följde därför ofta ett vandringsdrama. Dramat understöddes av musik, dans, pantomim, scenografi och ljuseffekter. Personerna gestaltades inte som individuella väsen, utan kategoriskt ("Man", "Kvinna", "Dotter",...).

### Fotnoter
1. ↑  Kurt Hiller, Gegen "Lyrik". Ingår i: Der Sturm, nr. 52 (1911), s. 414–415. Som titeln anger riktade sig hans tankegångar mot vad som kallades "lyrik".
2. ↑  Beskrivet av exempelvis Hermann Bahr (1914): "Maskinen har fråntagit människan hennes själ.[...] Allt vi upplever är bara denna oerhörda kamp för människor, en själskamp med maskiner. […] Aldrig har det funnits en tid som skakats så av förfäran, av en dödens fasa. Aldrig var världen så gravstum. […] Här stiger nöden upp nu: människan traskande fram efter sin själ, själva tiden ett enda nödrop. Även konsten ger hals, ut i djupa mörkret skriker den på hjälp, skriker efter anden: det är expressionismen.“ (Hermann Bahr: Expressionismus und Goethe. Ingår i: Die neue Rundschau, 25 (1914) #2, s. 913-926, här s. 913. Bokutgåva: Expressionismus, s. 122-123.
3. ↑  I ett samtal med en 17-årig Gustav Janouch år 1920 påpekade han, att det i Johannes R. Bechers dikter rådde "ett sådant larm och ordvimmel, att man inte kan lösgöra sig själv. Orden bildar ingen bro utan höga, oöverstigliga murar. Man stör sig på formen och kommer inte fram till innehållet. Orden förtätas inte till språk. Det är ett skrän. Det är allt." Gustav Janouch: Gespräche mit Kafka. (Frankfurt a. M., 1981) s. 110, men även s. 84, 158.
4. ↑  "Gehirne" betyder "Hjärna".
5. ↑  "Omvandlingen". Ernst Tollers första pjäs hade premiär på Berliner Tribüne 1919 och blev en stor framgång.
6. ↑  The Son google books. En engelsk översättning av Der Sohn (1914).